# Giro di Polonia 2005
Il Giro di Polonia 2005, sessantaduesima edizione della corsa, si svolse in sette tappe dal 12 al 18 settembre 2005 per un percorso totale di 1246,5 km. Fu vinto dal lussemburghese Kim Kirchen, che terminò la gara in 32h11'58".

## Tappe
| Tappa  | Data         | Percorso                                   | km      | Vincitore di tappa | Leader cl. generale |
| ------ | ------------ | ------------------------------------------ | ------- | ------------------ | ------------------- |
| 1ª     | 12 settembre | Danzica > Elbląg                           | 149,6   | Baden Cooke        | Baden Cooke         |
| 2ª     | 13 settembre | Tczew > Olsztyn                            | 226,5   | Daniele Bennati    | Luca Paolini        |
| 3ª     | 14 settembre | Ostróda > Bydgoszcz                        | 198     | Jaan Kirsipuu      | Luca Paolini        |
| 4ª     | 15 settembre | Inowrocław > Leszno                        | 206     | Daniele Bennati    | Luca Paolini        |
| 5ª     | 16 settembre | Breslavia > Szklarska Poręba               | 200,3   | Fabian Wegmann     | Luca Paolini        |
| 6ª     | 17 settembre | Piechowice > Karpacz                       | 153     | Pieter Weening     | Pieter Weening      |
| 7ª-1ª  | 18 settembre | Jelenia Góra > Karpacz                     | 61      | Kim Kirchen        | Kim Kirchen         |
| 7ª-2ª  | 18 settembre | Jelenia Góra > Karpacz (cron. individuale) | 19      | Thomas Dekker      | Kim Kirchen         |
| Totale | Totale       | Totale                                     | 1 245,5 |                    |                     |

## Squadre e corridori partecipanti
Presero parte alla prova le venti squadre con licenza UCI ProTeam. Ammesse tramite l'assegnazione di wild-card furono Team Miche e Intel-Action.
| N.      | Cod. | Squadra                    |
| ------- | ---- | -------------------------- |
| 1-8     | LPR  | Phonak Hearing Systems     |
| 11-18   | DVL  | Davitamon-Lotto            |
| 21-28   | RAB  | Rabobank                   |
| 31-37   | CSC  | Team CSC                   |
| 41-48   | SDV  | Saunier Duval-Prodir       |
| 51-58   | FAS  | Fassa Bortolo              |
| 61-66   | C.A  | Crédit Agricole            |
| 71-77   | LSW  | Liberty Seguros-Würth Team |
| 81-88   | DSC  | Discovery Channel          |
| 91-98   | TMO  | T-Mobile Team              |
| 101-108 | COF  | Cofidis                    |

| N.      | Cod. | Squadra                        |
| ------- | ---- | ------------------------------ |
| 111-118 | GST  | Gerolsteiner                   |
| 121-128 | LIQ  | Liquigas-Bianchi               |
| 131-138 | QST  | Quick Step-Innergetic          |
| 141-145 | IBB  | Illes Balears-Caisse d'Epargne |
| 151-158 | LAM  | Lampre-Caffita                 |
| 161-168 | BTL  | Bouygues Télécom               |
| 171-178 | SDM  | Domina Vacanze                 |
| 181-188 | FDJ  | Française Des Jeux             |
| 192-198 | EUS  | Euskaltel-Euskadi              |
| 201-208 | MIE  | Team Miche                     |
| 211-218 | INT  | Intel-Action                   |

## Dettagli delle tappe

### 1ª tappa
- 12 settembre: Danzica > Elbląg – 149,6 km

Risultati
| Pos. | Corridore         | Squadra       | Tempo    |
| ---- | ----------------- | ------------- | -------- |
| 1    | Baden Cooke       | F. des Jeux   | 3h21'33" |
| 2    | Luca Paolini      | Quick Step    | s.t.     |
| 3    | Francesco Chicchi | Fassa Bortolo | s.t.     |

| Pos. | Corridore      | Squadra      | Tempo    |
| ---- | -------------- | ------------ | -------- |
| 1    | Baden Cooke    | F. des Jeux  | 3h21'33" |
| 2    | Luca Paolini   | Quick Step   | a 4"     |
| 3    | Robert Förster | Gerolsteiner | a 5"     |

### 2ª tappa
- 13 settembre: Tczew > Olsztyn – 226,5 km

Risultati
| Pos. | Corridore         | Squadra       | Tempo    |
| ---- | ----------------- | ------------- | -------- |
| 1    | Daniele Bennati   | Lampre        | 5h54'37" |
| 2    | Luca Paolini      | Quick Step    | s.t.     |
| 3    | Francesco Chicchi | Fassa Bortolo | s.t.     |

| Pos. | Corridore       | Squadra     | Tempo    |
| ---- | --------------- | ----------- | -------- |
| 1    | Luca Paolini    | Quick Step  | 9h15'48" |
| 2    | Baden Cooke     | F. des Jeux | a 2"     |
| 3    | Daniele Bennati | Lampre      | s.t.     |

### 3ª tappa
- 14 settembre: Ostróda > Bydgoszcz – 198 km

Risultati
| Pos. | Corridore        | Squadra         | Tempo    |
| ---- | ---------------- | --------------- | -------- |
| 1    | Jaan Kirsipuu    | Crédit Agricole | 5h38'09" |
| 2    | Luca Paolini     | Quick Step      | s.t.     |
| 3    | Max van Heeswijk | Discovery Ch.   | s.t.     |

| Pos. | Corridore      | Squadra      | Tempo     |
| ---- | -------------- | ------------ | --------- |
| 1    | Luca Paolini   | Quick Step   | 14h53'51" |
| 2    | Robert Förster | Gerolsteiner | a 6"      |
| 3    | Baden Cooke    | F. des Jeux  | a 8"      |

### 4ª tappa
- 15 settembre: Inowrocław > Leszno – 206 km

Risultati
| Pos. | Corridore       | Squadra     | Tempo    |
| ---- | --------------- | ----------- | -------- |
| 1    | Daniele Bennati | Lampre      | 5h22'52" |
| 2    | Luca Paolini    | Quick Step  | s.t.     |
| 3    | Angelo Furlan   | Domina Vac. | s.t.     |

| Pos. | Corridore       | Squadra      | Tempo     |
| ---- | --------------- | ------------ | --------- |
| 1    | Luca Paolini    | Quick Step   | 20h16'37" |
| 2    | Daniele Bennati | Lampre       | a 4"      |
| 3    | Robert Förster  | Gerolsteiner | a 10"     |

### 5ª tappa
- 16 settembre: Breslavia > Szklarska Poręba – 200,3 km

Risultati
| Pos. | Corridore       | Squadra      | Tempo    |
| ---- | --------------- | ------------ | -------- |
| 1    | Fabian Wegmann  | Gerolsteiner | 5h28'01" |
| 2    | Filippo Pozzato | Quick Step   | s.t.     |
| 3    | Uroš Murn       | Phonak       | s.t.     |

| Pos. | Corridore       | Squadra      | Tempo     |
| ---- | --------------- | ------------ | --------- |
| 1    | Luca Paolini    | Quick Step   | 25h44'44" |
| 2    | Fabian Wegmann  | Gerolsteiner | a 8"      |
| 2    | Filippo Pozzato | Quick Step   | a 12"     |

### 6ª tappa
- 17 settembre: Piechowice > Karpacz – 153 km

Risultati
| Pos. | Corridore      | Squadra       | Tempo    |
| ---- | -------------- | ------------- | -------- |
| 1    | Pieter Weening | Rabobank      | 4h16'37" |
| 2    | Kim Kirchen    | Fassa Bortolo | a 4"     |
| 3    | Thomas Dekker  | Rabobank      | a 25"    |

| Pos. | Corridore      | Squadra       | Tempo     |
| ---- | -------------- | ------------- | --------- |
| 1    | Pieter Weening | Rabobank      | 30h01'35" |
| 2    | Kim Kirchen    | Fassa Bortolo | a 4"      |
| 3    | Thomas Dekker  | Rabobank      | a 25"     |

### 7ª tappa-1ª semitappa
- 18 settembre: Jelenia Góra > Karpacz – 61 km

Risultati
| Pos. | Corridore       | Squadra       | Tempo    |
| ---- | --------------- | ------------- | -------- |
| 1    | Kim Kirchen     | Fassa Bortolo | 1h39'00" |
| 2    | Danilo Di Luca  | Liquigas      | a 2"     |
| 3    | Thomas Löfkvist | F. des Jeux   | a 4"     |

| Pos. | Corridore      | Squadra       | Tempo     |
| ---- | -------------- | ------------- | --------- |
| 1    | Kim Kirchen    | Fassa Bortolo | 31h40'23" |
| 2    | Pieter Weening | Rabobank      | a 11"     |
| 3    | Danilo Di Luca | Liquigas      | a 33"     |

### 7ª tappa-2ª semitappa
- 18 settembre: Jelenia Góra > Karpacz – Cronometro individuale – 19 km

Risultati
| Pos. | Corridore       | Squadra     | Tempo    |
| ---- | --------------- | ----------- | -------- |
| 1    | Thomas Dekker   | Rabobank    | 30'54"44 |
| 2    | Bobby Julich    | Team CSC    | a 7"52   |
| 3    | Thomas Löfkvist | F. des Jeux | a 8"36   |

| Pos. | Corridore      | Squadra       | Tempo     |
| ---- | -------------- | ------------- | --------- |
| 1    | Kim Kirchen    | Fassa Bortolo | 32h11'58" |
| 2    | Pieter Weening | Rabobank      | a 5"      |
| 3    | Thomas Dekker  | Rabobank      | a 11"     |

## Evoluzione delle classifiche
| Tappa              | Vincitore          | Classifica generale | Classifica scalatori | Classifica a punti | Classifica sprint | Classifica a squadre   |
| ------------------ | ------------------ | ------------------- | -------------------- | ------------------ | ----------------- | ---------------------- |
| 1ª                 | Baden Cooke        | Baden Cooke         | Bartosz Huzarski     | Baden Cooke        | Robert Förster    | Domina Vacanze         |
| 2ª                 | Daniele Bennati    | Luca Paolini        | Bartosz Huzarski     | Luca Paolini       | Robert Förster    | Domina Vacanze         |
| 3ª                 | Jaan Kirsipuu      | Luca Paolini        | Bartosz Huzarski     | Luca Paolini       | Robert Förster    | Phonak Hearing Systems |
| 4ª                 | Daniele Bennati    | Luca Paolini        | Bartosz Huzarski     | Luca Paolini       | Robert Förster    | Quick Step-Innergetic  |
| 5ª                 | Fabian Wegmann)    | Luca Paolini        | Johan Van Summeren   | Luca Paolini       | Robert Förster    | Rabobank               |
| 6ª                 | Pieter Weening)    | Pieter Weening      | Bartosz Huzarski     | Jaroslaw Zarebski  | Robert Förster    | Rabobank               |
| 7ª-1ª              | Kim Kirchen)       | Kim Kirchen         | Bartosz Huzarski     | Kim Kirchen        | Robert Förster    | Rabobank               |
| 7ª-2ª              | Thomas Dekker      | Kim Kirchen         | Bartosz Huzarski     | Kim Kirchen        | Robert Förster    | Rabobank               |
| Classifiche finali | Classifiche finali | Kim Kirchen         | Bartosz Huzarski     | Kim Kirchen        | Robert Förster    | Rabobank               |

## Classifiche finali

### Classifica generale - Maglia gialla
| Pos. | Corridore         | Squadra       | Tempo     |
| ---- | ----------------- | ------------- | --------- |
| 1    | Kim Kirchen       | Fassa Bortolo | 32h11'58" |
| 2    | Pieter Weening    | Rabobank      | a 5"      |
| 3    | Thomas Dekker     | Rabobank      | a 11"     |
| 4    | Thomas Löfkvist   | F. des Jeux   | a 18"     |
| 5    | Danilo Di Luca    | Liquigas      | a 34"     |
| 6    | Michael Boogerd   | Rabobank      | a 1'04"   |
| 7    | Jan Hruška        | Liberty Seg.  | a 2'14"   |
| 8    | Marek Rutkiewicz  | Intel-Action  | a 2'43"   |
| 9    | Sylvain Chavanel  | Cofidis       | a 2'52"   |
| 10   | José Luis Rubiera | Discovery Ch. | a 3'03"   |

### Classifica scalatori
| Pos. | Corridore          | Squadra       | Punti |
| ---- | ------------------ | ------------- | ----- |
| 1    | Bartosz Huzarski   | Intel-Action  | 34    |
| 2    | Rubens Bertogliati | Saunier Duval | 26    |
| 3    | Jesús Hernández    | Liberty Seg.  | 12    |
| 4    | Carlos Barredo     | Liberty Seg.  | 11    |
| 5    | Danilo Di Luca     | Liquigas      | 9     |

### Classifica a punti
| Pos. | Corridore       | Squadra       | Punti |
| ---- | --------------- | ------------- | ----- |
| 1    | Kim Kirchen     | Fassa Bortolo | 70    |
| 2    | Danilo Di Luca  | Liquigas      | 67    |
| 3    | Thomas Dekker   | Rabobank      | 65    |
| 4    | Thomas Löfkvist | F. des Jeux   | 53    |
| 5    | Pieter Weening  | Rabobank      | 51    |

### Classifica sprint
| Pos. | Corridore          | Squadra      | Punti |
| ---- | ------------------ | ------------ | ----- |
| 1    | Robert Förster     | Gerolsteiner | 21    |
| 2    | Bartosz Huzarski   | Intel-Action | 4     |
| 3    | Sylvain Chavanel   | Cofidis      | 3     |
| 4    | Daniel Navarro     | Liberty Seg. | 3     |
| 5    | Gianluca Bortolami | Lampre       | 3     |

## Punteggi UCI
| Pos. | Corridore         | Squadra         | Punti |
| ---- | ----------------- | --------------- | ----- |
| 1    | Kim Kirchen       | Fassa Bortolo   | 51    |
| 2    | Pieter Weening    | Rabobank        | 41    |
| 3    | Thomas Dekker     | Rabobank        | 36    |
| 4    | Thomas Löfkvist   | F. des Jeux     | 30    |
| 5    | Danilo Di Luca    | Liquigas        | 25    |
| 6    | Michael Boogerd   | Rabobank        | 20    |
| 7    | Jan Hruška        | Liberty Seg.    | 15    |
| 8    | Sylvain Chavanel  | Cofidis         | 5     |
| 9    | Daniele Bennati   | Lampre          | 2     |
| 10   | José Luis Rubiera | Discovery Ch.   | 1     |
| 11   | Baden Cooke       | F. des Jeux     | 1     |
| 12   | Jaan Kirsipuu     | Crédit Agricole | 1     |
| 13   | Fabian Wegmann    | Gerolsteiner    | 1     |